# 가자미 아키라

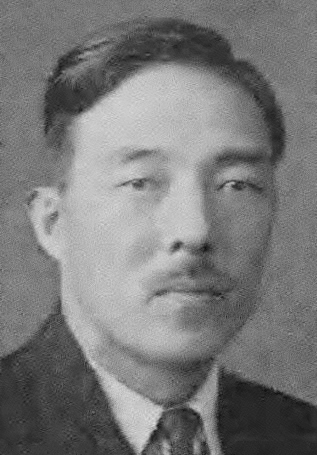
고노에 내각 총사직 성명을 읽고 있는 서기관장 시절의 가자미. - 1939년 1월

가자미 아키라(風見 章, 1886년 2월 12일 ~ 1961년 12월 20일)는 일본의 정치인으로, 입헌민정당 (立憲民政党), 국민 동맹, 일본사회당 소속 중의원 의원이었다. 중의원 의원에 아홉 번 당선됐으며, 내각에서는 제1차 고노에 내각 서기관장, 제2차 고노에 내각 사법대신을 지냈다.